# Кастен, Роберт
Роберт Уолтер «Боб» Кастен-младший (англ. Robert Walter "Bob" Kasten, Jr.; род. 19 июня 1942) — американский политик из штата Висконсин, член Палаты представителей США (1975—1979) и сенатор США (1981—1993).

## Биография
Кастен родился в Милуоки. В 1966 году получил степень магистра делового администрирования от Колумбийского университета в 1966 году. Он служил в ВВС Национальной гвардии США с 1966 по 1972 год.

## Парламентские выборы
Кастен был избран в Сенат от штата Висконсин в 1972 году. В 1974 году он был избран в Палату представителей США от Республиканской партии. Он был переизбран в 1976 году. Кастен баллотировался на пост губернатора штата Висконсин в 1978 году, но проиграл кандидату от республиканской партии Ли С. Дрейфусу. Кастен баллотировался в Сенат США в 1980 году и победил либерального демократ и защитника окружающей среды, действующего сенатора Гейлорда Нельсона. Победу Кастена частично приписывают популярности Рональда Рейгана, способствовавшей его попаданию в верхнюю часть списка выдвиженцев от Республиканской партии. В Сенате Кастен прославился как ярый защитник консервативных идей. Он был первым республиканцем, представлявшим Висконсин в Сенате, со времен Александра Уили, покинувшего свой пост в 1963 году.
В 1986 году Кастен с малым перевесом победил демократа Эда Гарви, попав на перевыборы и заработав ироническое прозвище «Боб с большим перевесом» за его малый перевес на каждом из выборов в сенат. Кастена сместил демократ Расс Файнголд в 1992 году.

## После Сената
С 1993 года он был президентом консалтинговой фирмы «Кастен и компания».
В июле 2007 года было объявлено, что Кастен присоединился к предвыборной кампании республиканца Руди Джулиани в качестве советника по внешней политике. В августе было объявлено, что Кастен также будет председательствовать на предвыборной кампании Джулиани в штате Висконсин, вместе с бывшим членом Палаты представителей Скоттом Клугом и бывшим сенатором Кэти Степпом.